# Dorothy Cheney
Dorothy „Dodo“ Bundy Cheney (* 1. September 1916 in Los Angeles, Kalifornien; † 23. November 2014 in Escondido, Kalifornien) war eine US-amerikanische Tennisspielerin.
Sie gewann 1938 die australischen Tennismeisterschaften (heute Australian Open) im Dameneinzel.
Cheney war die Tochter der früheren Wimbledonsiegerin May Sutton und des dreimaligen US-Champions im Doppel, Tom Bundy. 1928 und 1929 trat sie mit ihrer Mutter bei den amerikanischen Meisterschaften im Doppel an.
Von 1937 bis 1939 war sie Mitglied der US-amerikanischen Wightman-Cup-Mannschaft.
Als Seniorinspielerin erwarb sie zahlreiche weitere Titel.